# Robert de Wilde
Pour les articles homonymes, voir de Wilde.
Robert de Wilde (né le 30 avril 1977 à Kampen) est un pilote de BMX néerlandais. Il a notamment été champion du monde de BMX en 1999 et vainqueur de la coupe du monde en 2003, 2005 et 2007.

## Résultats dans les principales compétitions
|                       | 1999 | 2000 | 2001 | 2002 | 2003 | 2004 | 2005 | 2006 | 2007 | 2008 |
| Championnats du monde | 1er  |      |      |      | 3e   |      | 3e   |      |      |      |
| Coupe du monde        |      |      |      |      | 1er  | 5e   | 1er  | 7e   | 1er  | 8e   |
| Championnats d'Europe | 1er  | 1er  |      |      |      |      |      |      |      |      |